# Christopher McDougall
Christopher McDougall (nascido em 1962) é jornalista formado em Havard, nos Estados Unidos. Trabalhou como correspondente de guerra na Associated Press, escreveu para o Esquire, para o The New York Times Magazine, Outside, e é editor contribuinte da revista Men's Health. Foi três vezes finalista do prêmio National Magazine Award.
Escreveu o livro Nascido para correr, que durante um ano ocupou a lista dos mais vendidos do New York Times.